# アヌビス作戦
アヌビス作戦（アヌビスさくせん、英: Operation Anubis、西: Operación Anubis）は、スペイン中央政府が、2017年カタルーニャ独立住民投票を阻止するために発動した作戦。
スペイン治安警察は、2017年9月20日にバルセロナ地方裁判所の命令に基づき行動を開始した。
自治政府の閣僚を含む複数の高官を逮捕したほか、投票所の制圧や投票箱・投票用紙の接収などを行っている。
中央政府は、独立の是非を問う住民投票が憲法違反であるとしてあらゆる手段で阻止する構えであるのに対して、自治政府側はあくまでも投票を決行し、独立賛成派が反対派よりも1票でも多ければ48時間以内に独立を宣言するとしている。

## 作戦の開始
2017年9月20日、警察はカタルーニャ自治州の複数の官庁を初めて捜索し、自治政府の経済担当閣外相を含む高官や民間人14人を逮捕し拘束した。
これに対し、カタルーニャの住民は各地で抗議活動を展開した。

閣僚が逮捕されたバルセロナのカタルーニャ経済省の前における抗議デモ
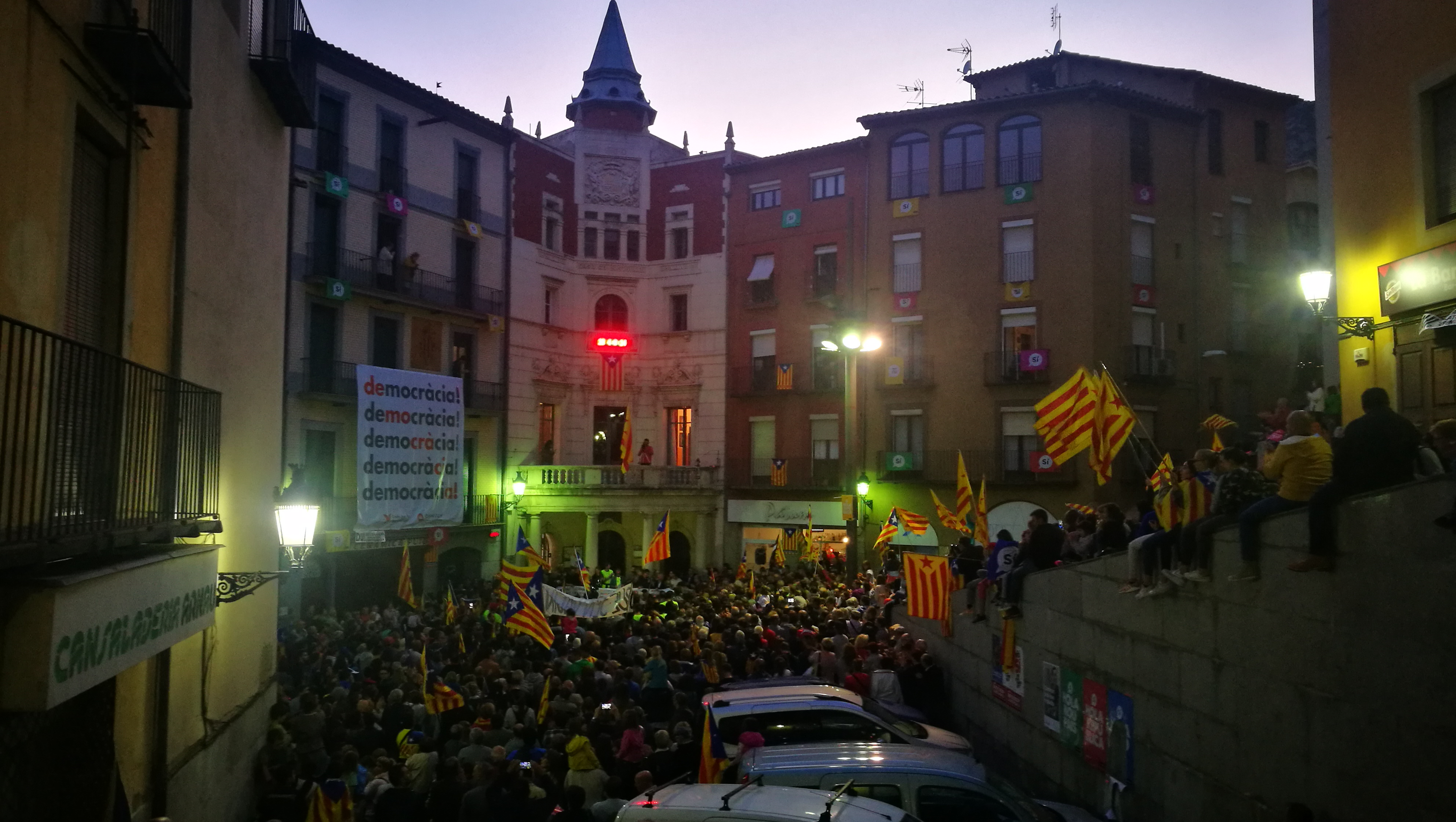
ベルガにおける抗議デモ
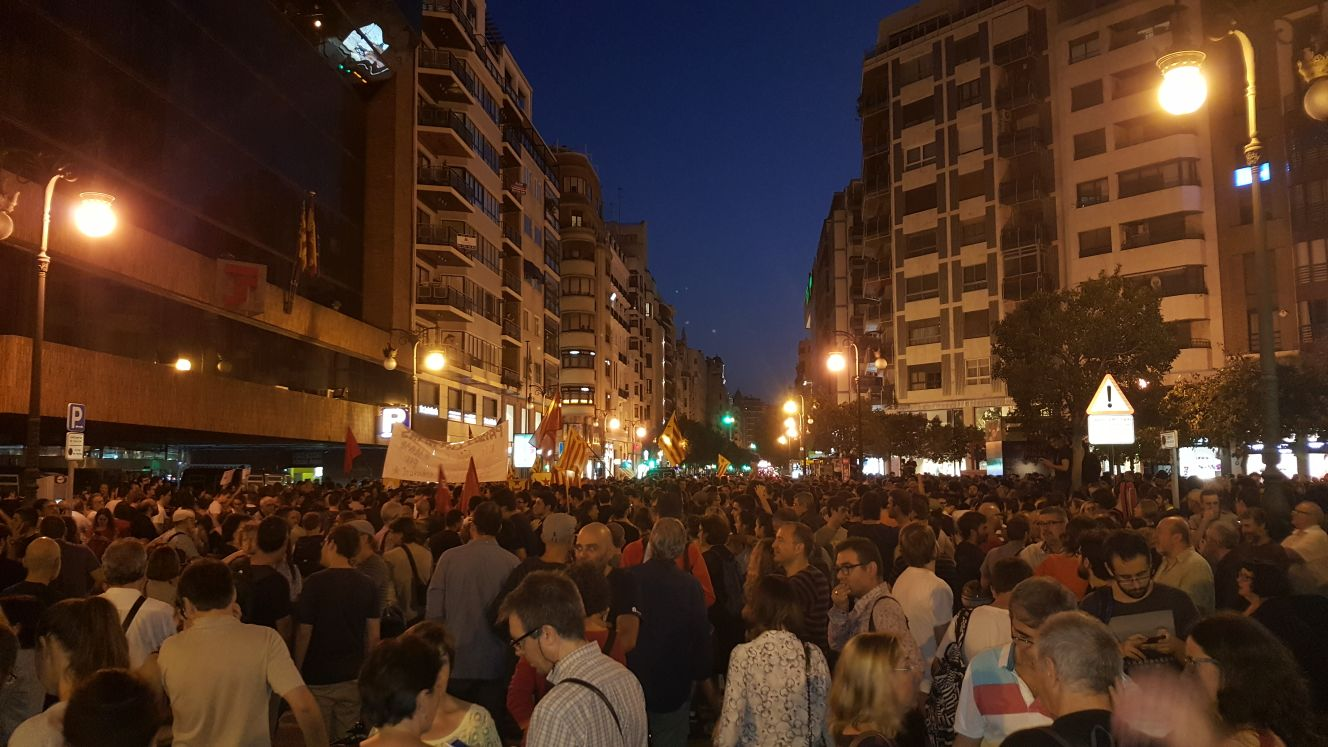
バレンシアにおける抗議デモ

## 治安警察の増派と中央政府による警察権の掌握

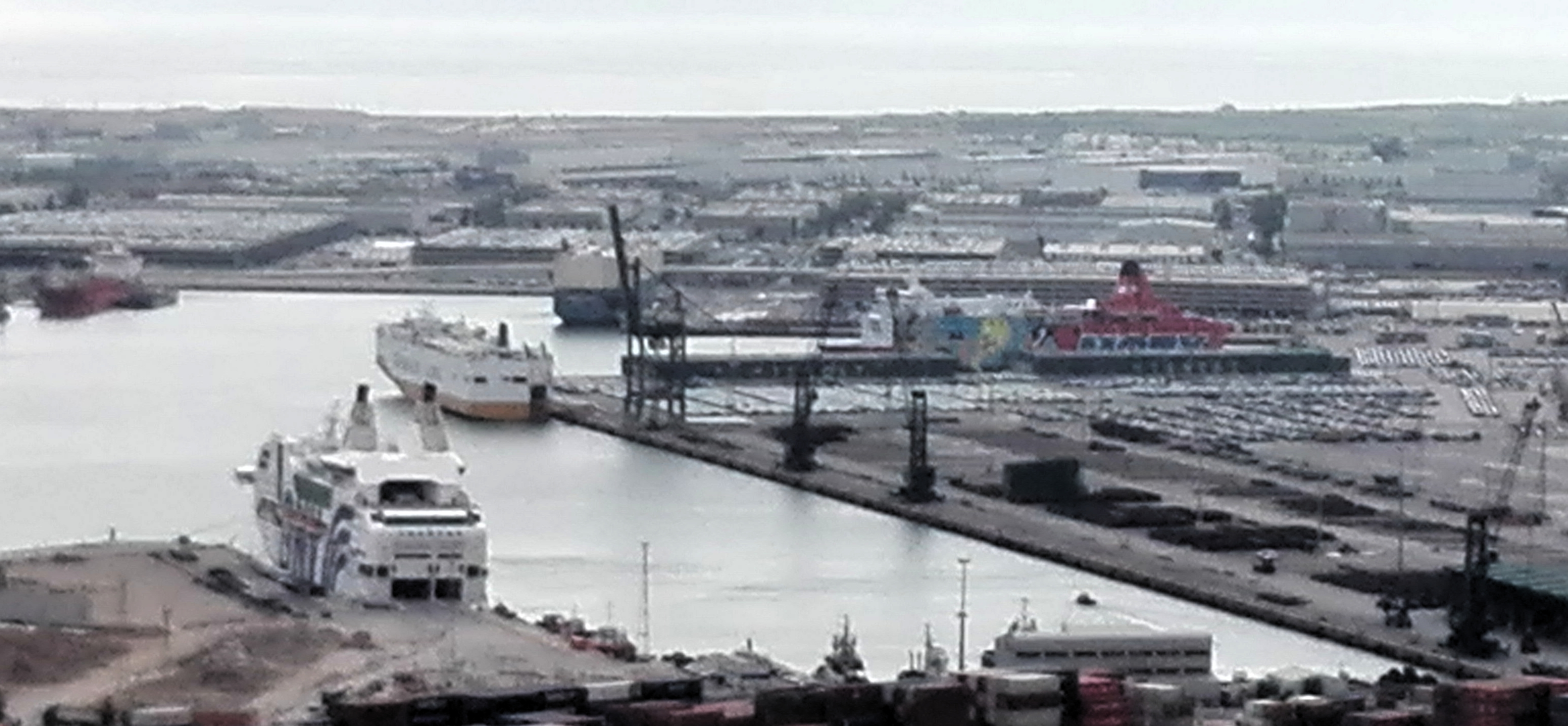
2隻の船によって治安警察数千人が増派された

中央政府は、カタルーニャ州に対して警察を増派して対応している。

## 投票当日
2017年10月1日、カタルーニャでは住民投票が開始された。しかし、中央政府によって半数以上の投票場が閉鎖されており、投票の実施を求める住民達は一部の投票場を占拠して対抗した。
警察がゴム弾を発砲するなどして負傷者も発生している。